# Hannes Walter

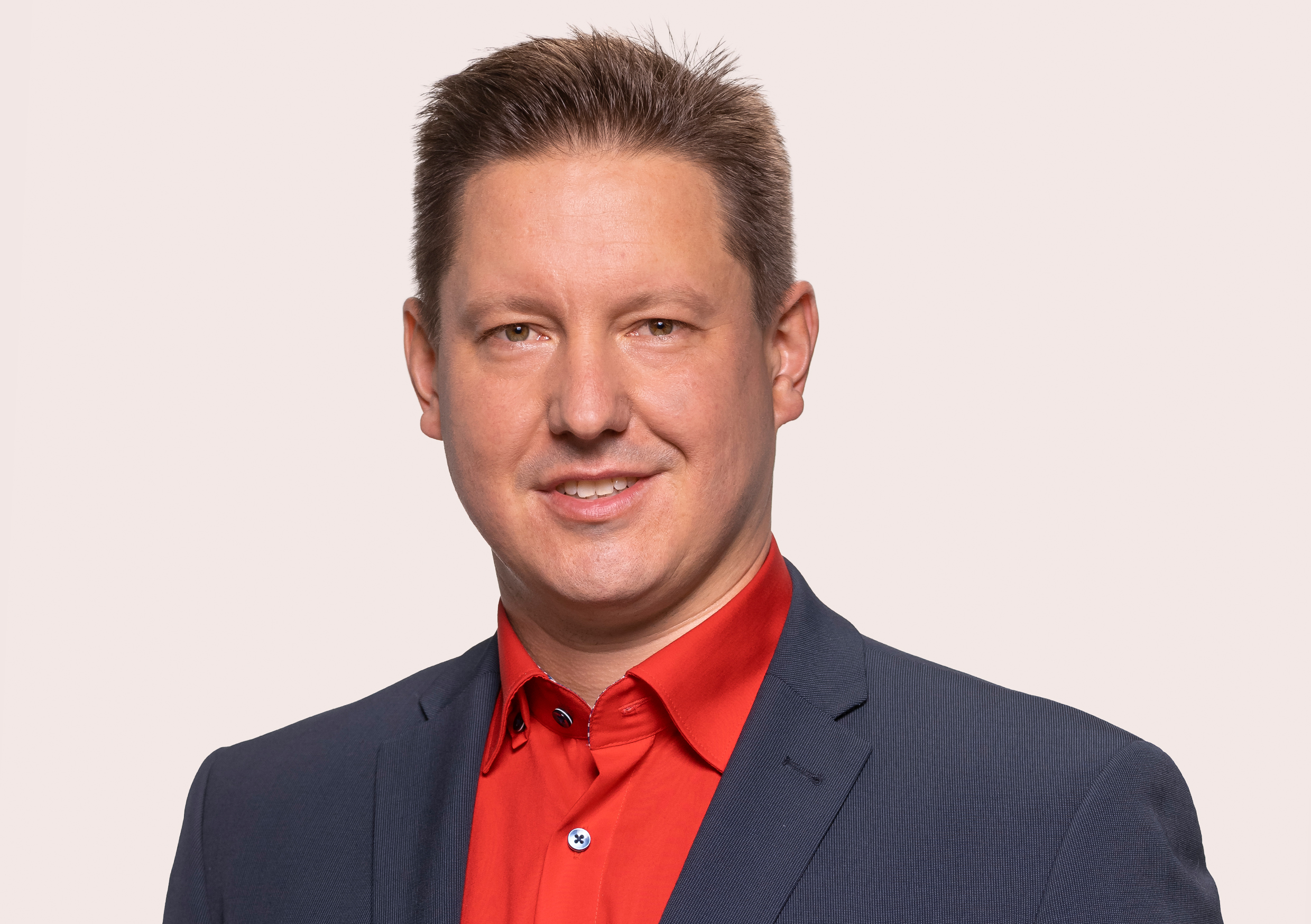
Hannes Walter, 2021

Hannes Artur Gerhard Walter (* 2. März 1984 in Finsterwalde, Bezirk Cottbus, DDR) ist ein deutscher Politiker (SPD) und seit 2021 Mitglied des Deutschen Bundestages.

## Leben und Beruf
Walter wurde in Finsterwalde geboren und wuchs in Massen-Niederlausitz auf. Er besuchte von 1990 bis 2000 die Realschule in Massen. Von 2000 bis 2004 absolvierte er erfolgreich eine Berufsausbildung zum Kfz-Mechaniker in Finsterwalde. Von 2004 bis 2005 holte er seine Fachhochschulreife in Herzberg nach. Danach absolvierte er bis 2009 sein Bachelor-Studium der Betriebswirtschaftslehre an der Hochschule für Wirtschaft und Recht Berlin. Von 2009 bis 2012 war er als Recruiter und Personalberater in verschiedenen Unternehmen tätig. Es folgte ein Master-Studium der Betriebswirtschaftslehre an der Technischen Universität Bergakademie Freiberg.
Von 2014 bis zum Einzug als Abgeordneter in den Deutschen Bundestag im Jahr 2021 war er als Betriebswirt im handwerklichen Familienbetrieb Automobile Walter & Sohn in Massen tätig. Dort war er unter anderem in kaufmännischer Geschäftsführung für die Rechnungsstellung, Buchhaltung und Kundenbetreuung zuständig.

## Politische Tätigkeiten
Hannes Walter ist seit 2003 Mitglied der SPD und Vorsitzender der SPD Massen Kleine Elster. Von 2003 bis 2005 war er Gemeindevertreter in Massen-Niederlausitz, seit 2014 ist er es erneut. Zudem ist er seit 2014 Vorsitzender der SPD-Fraktion, Vorsitzender des Finanzausschusses in Massen-Niederlausitz und Beisitzer im SPD Unterbezirksvorstand Elbe-Elster. Bei der Bundestagswahl 2017 erreichte er im Bundestagswahlkreis Elbe-Elster – Oberspreewald-Lausitz II 16,7 % der Erststimmen und kandidierte auf Platz 12 der Landesliste der SPD Brandenburg. Jedoch verpasste er den Einzug in den 19. Deutschen Bundestag.
Bei der Bundestagswahl 2021 gewann er mit 25,4 % der Erststimmen den Wahlkreis Elbe-Elster – Oberspreewald-Lausitz II und zog damit in den 20. Deutschen Bundestag ein. Zudem hatte er auf Platz 7 der Landesliste der SPD Brandenburg kandidiert.
Bei der Bundestagswahl 2025 erreichte er im Bundestagswahlkreis Elbe-Elster - Oberspreewald-Lausitz insgesamt 16,6 % der Erststimmen. Er verpasste damit den Wiedereinzug in den Deutschen Bundestag.

## Mitgliedschaften
Seit 2005 ist Walter Mitglied der Sozialdemokratischen Gemeinschaft für Kommunalpolitik. Zudem ist er Mitglied des TSV Germania Massen, bei welcher er Handball spielt und die Männermannschaft trainiert. Außerdem ist er Mitglied des Vereins zur Förderung des Landlebens Massen-Niederlausitz.

## Privates
Walter ist konfessionslos und ledig. Er lebt auch aktuell in Massen-Niederlausitz.